# صوفيا كارسون
صوفيا داكاريت شار (بالإنجليزية: Sofia Carson)‏ معروفة باسم صوفيا كارسون (ولدت في 10 أبريل 1993) مغنية وممثلة أمريكية من أصل كولومبي ولدت في فورت لودرديل بولاية فلوريدا، لها مشاركة سينمائي قليلة منها تيني: الفيلم، بدأ ت مشوارها الفني في عام 2014 أطلقت كليب يحمل اسم «Love Is the Name»، وذلك عبر قناتها الخاصة بموقع «يوتيوب»، إضافة إلى عدد من القنوات التلفزيونية. ابرزت أعمال هي مغامرات في روضة أطفال (2016).

## روابط خارجية
- صوفيا كارسون على موقع IMDb (الإنجليزية)
- صوفيا كارسون على موقع روتن توميتوز (الإنجليزية)
- صوفيا كارسون على موقع ألو سيني (الفرنسية)
- صوفيا كارسون على موقع ميوزك برينز (الإنجليزية)
- صوفيا كارسون على موقع أول ميوزيك (الإنجليزية)
- صوفيا كارسون على موقع ديسكوغز (الإنجليزية)
- صوفيا كارسون على موقع قاعدة بيانات الفيلم (الإنجليزية)
- صوفيا كارسون على موقع كينوبويسك (الروسية)